# رشدي أباظة
رشدي أباظة (3 أغسطس 1926 – 27 يوليو 1980)، ممثل مصري راحل شارك في العديد من الأفلام المصرية والعربية ولقب بدنجوان السينما.

## نشأته
ينحدر من الأسرة الأباظية المصرية المعروفة ومنهم الممثلة لمياء طارق، وأمه من أصول إيطالية.
وقد اكتسبت عائلة أباظة هذا اللقب من جنسية أمهم زوجة الشيخ العايد التي كانت من إقليم أباظيا (أبخازيا).
لم تكن مشاريع رشدي أباظة تشمل أنه سيصبح ممثلا في يوم من الأيام. وكانت أول أعماله فيلم (المليونيرة الصغيرة) عام 1949م أمام سيدة الشاشة العربية فاتن حمامة، وغيرها من الأعمال، ثم انصرف عن ذلك إلى أمور أخرى، إلا أنه عاد ومثل أدوارا صغيرة في أفلام (دليلة - رد قلبي - موعد غرام - جعلوني مجرما) وغيرها من الأعمال.[بحاجة لمصدر]

## نجوميته

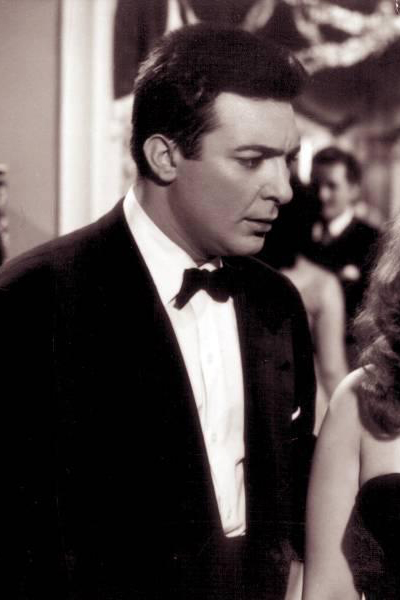
رشدي أباظة

استرد رشدي أباظة نجوميته في فيلم امرأة في الطريق عام 1958 مع شكري سرحان وزكي رستم وهدى سلطان، والذي أخرجه عز الدين ذو الفقار، ثم قدم بعد ذلك أفلاما ذاتَ قيمة فنية عالية مع كبار السينما المصرية وهي: جميلة عن البطلة الجزائرية (جميلة بوحيرد) والذي أنتجته وقامت ببطولته ماجدة مع صلاح ذو الفقار وأحمد مظهر وأخرجه يوسف شاهين، ملاك وشيطان وأنتجه صلاح ذو الفقار وعز الدين ذو الفقار وأخرجه كمال الشيخ، وا إسلاماه، في بيتنا رجل مع عمر الشريف وأنتجه وأخرجه هنري بركات، الطريق عن قصة الأديب نجيب محفوظ، لا وقت للحب مع فاتن حمامة وأخرجه صلاح أبو سيف، الشياطين الثلاثة، الزوجة 13 مع شادية وأخرجه فطين عبد الوهاب، الرجل الثاني مع صلاح ذو الفقار وصباح وسامية جمال وأنتجه صلاح ذو الفقار وعز الدين ذو الفقار وأخرجه عز الدين ذو الفقار. قما قدم أباظة أفلام: الساحرة الصغيرة وصغيرة على الحب مع سعاد حسني وأنتجته مديحة يسري وأخرجه نيازي مصطفي، صراع في النيل، عروس النيل وأنتجه رمسيس نجيب وأخرجه فطين عبد الوهاب، زوجة من باريس مع صلاح ذو الفقار وفؤاد المهندس. وفي سبعينات القرن الماضي قدم أباظة أفلام: شيء في صدري وأنتجه رمسيس نجيب وأخرجه كمال الشيخ، وراء الشمس، أريد حلا مع فاتن حمامة وأنتجه صلاح ذو الفقار وأخرجه سعيد مرزوق، غروب وشروق وأخرجه كمال الشيخ، حكايتي مع الزمان وأخرجه حسن الإمام وغيرها من الأفلام.

## تجربته مع العالمية
كان رشدي أباظة يجيد خمس لغات غير العربية وهي الإنجليزية والفرنسية والإيطالية والألمانية والأسبانية، وكان مرشحا للسينما العالمية، وكان من الممكن أن يسبق عمر الشريف إلى هوليوود ويغزو السينما العالمية لولا أنه أضاع كل هذه الفرص. واشترك دوبليرا للنجم العالمي روبرت تايلور في فيلم (وادي الملوك)، واشترك في فيلم (الوصايا العشر) للمخرج العالمي سيسيل ديميل، وغيرها من الأعمال.

## حياته
يشار إلى أن الفنان الراحل رشدي أباظة تزوج 5 مرات، كانت أولى زوجاته الفنانة تحية كاريوكا وعُقِد قرانهما عام 1952 واستمر زواجهما 3 سنوات. تزوج المرة الثانية سنة 1955 من "بربارا الأمريكية" وأنجب منها إبنته الوحيدة «قِسمت»، واستمر زواجهما 4 سنوات، وطلّقها عام 1959. تزوج المرة الثالثة سنة 1960 من الفنانة سامية جمال واستمر زواجهما قرابة 18 عاماً، وانفصلت عنه عام 1977.
وكانت صباح زوجته الرابعة، تزوجها عام 1967، وطلقها بعد أسبوعين، وكانت وقتها سامية جمال في عصمته. وكانت زوجته الخامسة "نبيلة أباظة" إبنة عمه، تزوجها عام 1979 واستمر زواجهما حتى وفاته سنة 1980.

## أعماله

### الأفلام
- 1948: رجل لا ينام
- 1948: المليونيرة الصغيرة
- 1949: ذو الوجهين
- 1949: أمينة
- 1950: امرأة من نار
- 1951: أولادي
- 1951: أولاد الشوارع
- 1952: شم النسيم
- 1952: المنتصر
- 1952: الأسطى حسن
- 1953: مؤامرة
- 1954: وادي الملوك
- 1954: حياة أو موت
- 1954: جعلوني مجرما
- 1954: ارحم دموعي
- 1955: عرايس في المزاد
- 1955: بحر الغرام
- 1955: إني راحلة
- 1956: موعد غرام
- 1956: من القاتل
- 1956: دليلة
- 1956: إسماعيل يس في البوليس
- 1956: إزاي أنساك
- 1957: نساء في حياتي
- 1957: لن أبكي أبدا
- 1957: لا أنام
- 1957: طريق الأمل
- 1957: رد قلبي
- 1957: تمر حنة
- 1957: تجار الموت
- 1957: بورسعيد
- 1957: أنا وأمي
- 1958: ماليش غيرك
- 1958: قلوب العذارى
- 1958: سلطان
- 1958: جميلة
- 1958: امرأة في الطريق
- 1959: مفتش المباحث
- 1959: قاطع طريق
- 1959: صراع في النيل
- 1959: رحلة إلى القمر
- 1959: بفكر في اللي ناسيني
- 1959: أنا بريئة
- 1959: الرجل الثاني
- 1959: أحلام البنات
- 1960: يا حبيبي
- 1960: نهاية الطريق
- 1960: ملاك وشيطان
- 1960: لقاء في الغروب
- 1960: قلب في الظلام
- 1960: رجال في العاصفة
- 1960: خلخال حبيبي
- 1960: حب وحرمان
- 1960: بهية
- 1960: المراهقات
- 1961: وا إسلاماه
- 1961: هاء 3
- 1961: في بيتنا رجل
- 1961: عاشور قلب الأسد
- 1961: صراع في الجبل
- 1961: ست البنات
- 1961: بلا عودة
- 1962: شهيدة الحب الإلهي
- 1962: سلوى في مهب الريح
- 1962: سر الغائب
- 1962: دنيا البنات
- 1962: حلوة وكدابة
- 1962: آه من حواء
- 1962: الزوجة 13
- 1963: لا وقت للحب
- 1963: عروس النيل
- 1963: طريق الشيطان
- 1963: أميرة العرب
- 1963: المجانين في نعيم
- 1963: الساحرة الصغيرة
- 1964: فتاة شاذة
- 1964: زوجة من باريس
- 1964: بدوية في باريس
- 1964: الطريق
- 1964: الشياطين الثلاثة
- 1964: الباحثة عن الحب
- 1965: المشاغبون
- 1965: العقلاء الثلاثة
- 1966: هو والنساء
- 1966: مبكى العشاق
- 1966: عدو المرأة
- 1966: صغيرة على الحب
- 1966: شقاوة رجالة
- 1966: جناب السفير
- 1967: عندما نحب
- 1967: شقة الطلبة
- 1967: جريمة في الحي الهادئ
- 1967: القبلة الأخيرة
- 1967: العيب
- 1968: روعة الحب
- 1968: حواء على الطريق
- 1968: بابا عايز كده
- 1968: إيدك عن مراتي
- 1968: المساجين الثلاثة
- 1969: نص ساعة جواز
- 1969: من أجل حفنة أولاد
- 1969: صراع المحترفين
- 1969: الشجعان الثلاثة
- 1970: نار الشوق
- 1970: مغامرة شباب
- 1970: كانت أيام
- 1970: غروب وشروق
- 1970: سارق المحفظة
- 1970: زوجة لخمسة رجال
- 1970: السراب
- 1970: الحب الضائع
- 1970: الأشرار
- 1971: شيء في صدري
- 1971: سبع الليل
- 1971: ثم تشرق الشمس
- 1971: امرأة ورجل
- 1971: امرأة لكل الرجال
- 1971: الضياع
- 1971: ابنتي العزيزة
- 1972: وكر الأشرار
- 1972: من البيت للمدرسة
- 1972: ساعة الصفر
- 1972: العاطفة والجسد
- 1972: الشيطان والخريف
- 1972: الرغبة والضياع
- 1972: أعظم طفل في العالم
- 1973: كلمة شرف
- 1973: البنات لازم تتجوز
- 1973: أبناء للبيع
- 1974: حكايتي مع الزمان
- 1974: أين عقلي
- 1975: يوم الأحد الدامي
- 1975: يا رب توبة
- 1975: شبان هذه الأيام
- 1975: حبي الأول والأخير
- 1975: باي باي يا حلوة
- 1975: أريد حلا
- 1975: أبدا لن أعود
- 1976: لمن تشرق الشمس
- 1976: عالم عيال عيال
- 1976: توحيدة
- 1977: من أجل الحياة
- 1977: آه يا ليل يا زمن
- 1977: الدموع في عيون ضاحكة
- 1977: الحب قبل الخبز أحيانا
- 1978: وراء الشمس
- 1978: ضاع العمر يا ولدي
- 1978: القضية المشهورة
- 1978: القاضي والجلاد
- 1979: دعوني أنتقم
- 1979: خائفة من شيء ما
- 1980: سأعود بلا دموع
- 1980: دائرة الشك
- 1980: أذكياء لكن أغبياء
- 1981: بياضة
- 1982: الأقوياء

### المسلسلات
- 1973: المارد
- 1980: الصفقة

## وفاته
توفي في يوم الأحد 27 يوليو عام 1980 الموافق 13 رمضان عام 1400 هـ عن عمر يناهز ثلاثة وخمسون عاما بعد معاناته مع مرض سرطان الدماغ. واشترك في آخر أعماله (الأقوياء) الذي مات أثناء تصويره في أحد مشاهده أمام الفنان عزت العلايلي ولم يستطع إنهائه، فأكمله الفنان القدير صلاح نظمي بدلًا منه.

## أعمال فنية وأدبية
تناولت شخصيتَه بعدد من الأفلام والمسلسلات والأعمال الأدبية نذكر منها:
- مسلسل كاريوكا إنتاج 2012 عن قصة حياة تحية كاريوكا بطولة وفاء عامر.. وقام بدوره ' الممثل أحمد رفعت.
- مسلسل الشحرورة إنتاج 2011 عن قصة حياة صباح بطولة كارول سماحة.. وقام بدور رشد أباظة الممثل بهاء ثروت.
- مسلسل السندريلا إنتاج 2006 عن قصة حياة سعاد حسني بطولة مني زكي.. وقام بدور رشدي أباظة الممثل أحمد رفعت.

## وصلات خارجية
- رشدي أباظة على موقع IMDb (الإنجليزية)
- رشدي أباظة على موقع الدهليز
- رشدي أباظة على موقع قاعدة بيانات الأفلام العربية
- رشدي أباظة على موقع ألو سيني (الفرنسية)
- رشدي أباظة على موقع قاعدة بيانات الفيلم (الإنجليزية)